# I Dream of Mimi
I Dream of Mimi, v Japonsku známá jako Buttobi!! CPU (japonsky ぶっとび!!CPU), je japonská hentai manga, kterou psal a kreslil Kaoru Šintani. Vycházela od roku 1993 do roku 1997 v časopisu Young Animal nakladatelství Hakusenša, které ji později vydalo prostřednictvím své značky Jets Comics ve třech svazcích mangy. V roce 1997 měly premiéru tři OVA epizody, které produkovalo studio Pink Pineapple, přičemž se na nich částečně podílelo i studio OLM. V Severní Americe bylo anime vydáno společností The Right Stuf International pod názvem I Dream of Mimi.

## Příběh
Akira je mladý student, který dlouhou dobu šetří na nový a nejlepší počítač. Když konečně ušetří dostatek peněz, jde do obchodu, kde zjistí, že jeho vysněný model už je vyprodaný. Smutný odchází domů, po cestě si však všimne překupníka, který prodává přesně jeho vytoužený model. Zbrkle ho od něj odkoupí a až doma zjistí, že místo modelu 9821 zakoupil model 2198 a že se pod tímto číslem skrývá nesmírně vyspělý bio-android, vytvořený ve tvaru mladé a krásné dívky.

## Seznam dílů
| Č. v seriálu | Původní název                            | Režie           | Scénář          | Premiéra v Japonsku |
| ------------ | ---------------------------------------- | --------------- | --------------- | ------------------- |
| 1            | Kageki ni akusesu 過激にアクセス         | Masamicu Hidaka | Acuhiro Tomioka | 1997                |
| 2            | Jasašiku hangu appu やさしくハングアップ | Masamicu Hidaka | Acuhiro Tomioka | 1997                |
| 3            | Júga ni risetto 優雅にリセット           | Masamicu Hidaka | Acuhiro Tomioka | 1997                |